# Siamlema suea
Espèce
Siamlema suea est une espèce d'araignées aranéomorphes de la famille des Telemidae.

## Distribution
Cette espèce est endémique de la province de Yala en Thaïlande,. Elle se rencontre à Mueang Yala dans la grotte Tham Suea.

## Description
Le mâle holotype mesure 1,11 mm et la femelle paratype 1,20 mm.

## Étymologie
Son nom d'espèce lui a été donné en référence au lieu de sa découverte, la grotte Tham Suea.

## Publication originale
- Zhao, Li & Zhang, 2020 : Taxonomic revision of Telemidae (Arachnida, Araneae) from East and Southeast Asia. ZooKeys, no 933, p. 15-93 (texte intégral).